# Demografia del Veneto
La popolazione residente in Veneto è di 4.908.472 di abitanti al 30 novembre 2016 che corrisponde all'8,1% della popolazione italiana.
La popolazione maschile al 30 novembre 2016 raggiungeva le 2.394.794 unità e costituiva il 48,79% della popolazione del Veneto. Quella femminile era formata da 2.513.678 unità e costituiva il 51,21% della popolazione regionale. Al 31 dicembre 2015 le famiglie contavano in media 2,37 componenti.
Al 1º gennaio del 2016 la popolazione straniera residente in Veneto raggiungeva le 497.921 persone e costituiva un decimo di quella presente in Italia (9,9%) con un'incidenza sulla popolazione regionale del 10,1%, superiore al valore della media nazionale (8,3%)..
Il 19% della popolazione risultava residente nei cinque capoluoghi identificati come Area Urbana Funzionale dall'OCSE: Venezia come " area metropolitana"; Verona, Padova e Vicenza come "aree urbane di media dimensione", e Treviso come "piccola area".

La popolazione residente negli hinterland è cresciuta del 9%, con una prevalenza di over-65 e di under-20 che vivono da soli nelle aree urbanizzate e centri storici. Ventinove comuni sono stati definiti ad alta tensione abitativa.

## Evoluzione demografica dal 1300 al 1861
|          | 1300 | 1400 | 1500 | 1600 | 1700 | 1800 | 1861 |
| -------- | ---- | ---- | ---- | ---- | ---- | ---- | ---- |
| Bassano  | 5    |      | 5    | 7    | 7    | 10   | 15   |
| Chioggia | 10   | 5    | 6    | 9    | 10   | 19   | 28   |
| Padova   | 40   | 18   | 27   | 36   | 38   | 45   | 64   |
| Venezia  | 110  | 85   | 102  | 140  | 138  | 135  | 164  |
| Verona   | 40   | 26   | 50   | 49   | 35   | 53   | 85   |
| Vicenza  | 20   | 19   | 20   | 36   | 26   | 30   | 37   |

## Popolazione residente
Dalle tabelle mostrate in questa sezione si osserva come la popolazione residente in Veneto ha avuto una costante crescita a partire dai 2,2 milioni di abitanti del 1871 fino ad arrivare ai circa 4,9 milioni di residenti nel 2010.
|        | 1871      | 1881      | 1901      | 1911      | 1921      | 1931      | 1936      | 1951      | 1961      | 1971      | 1981      | 1991      | 2001      | 2011      |
| ------ | --------- | --------- | --------- | --------- | --------- | --------- | --------- | --------- | --------- | --------- | --------- | --------- | --------- | --------- |
| Totale | 2.196.000 | 2.346.000 | 2.580.000 | 3.009.000 | 3.319.000 | 3.487.000 | 3.566.000 | 3.918.000 | 3.847.000 | 4.123.000 | 4.345.000 | 4.380.797 | 4.527.694 | 4.853.657 |

|        | 1992      | 1993      | 1994      | 1995      | 1996      | 1997      | 1998      | 1999      | 2000      | 2001      |
| ------ | --------- | --------- | --------- | --------- | --------- | --------- | --------- | --------- | --------- | --------- |
| Totale | 4.389.665 | 4.405.288 | 4.418.801 | 4.437.666 | 4.434.078 | 4.426.456 | 4.468.858 | 4.487.560 | 4.511.714 | 4.540.853 |

|         | 2002      | 2003      | 2004      | 2005      | 2006      | 2007      | 2008      | 2009      | 2010      | 2011      |
| ------- | --------- | --------- | --------- | --------- | --------- | --------- | --------- | --------- | --------- | --------- |
| Totale  | 4.529.008 | 4.562.181 | 4.619.015 | 4.669.405 | 4.701.951 | 4.728.911 | 4.783.323 | 4.827.619 | 4.841.933 | 4.851.958 |
| Maschi  | 2.205.563 | 2.224.120 | 2.253.514 | 2.282.247 | 2.298.582 | 2.311.058 | 2.337.857 | 2.358.256 | 2.363.108 | 2.363.560 |
| Femmine | 2.323.445 | 2.338.061 | 2.365.501 | 2.387.158 | 2.403.369 | 2.417.853 | 2.445.466 | 2.469.363 | 2.478.825 | 2.488.398 |

|         | 2012      | 2013      | 2014      | 2015      | 2016      |
| ------- | --------- | --------- | --------- | --------- | --------- |
| Totale  | 4.853.657 | 4.881.756 | 4.926.818 | 4.927.596 | 4.915.123 |
| Maschi  | 2.362.989 | 2.377.937 | 2.402.035 | 2.402.358 | 2.396.522 |
| Femmine | 2.490.668 | 2.503.819 | 2.524.783 | 2.525.238 | 2.518.601 |